# 塞尔希奥·卡萨尔
塞尔希奥·卡萨尔（西班牙語：Sergio Casal，1962年9月8日—），西班牙男子网球运动员。他曾代表西班牙参加1988年和1992年夏季奥林匹克运动会网球比赛，其中1988年奥运会获得一枚银牌。